# Galium floribundum
Galium floribundum là một loài thực vật có hoa trong họ Thiến thảo. Loài này được Sm. mô tả khoa học đầu tiên năm 1806.